# Salomé (Arizona)
Salomé es un lugar designado por el censo ubicado en el condado de La Paz en el estado estadounidense de Arizona. En el Censo de 2010 tenía una población de 1530 habitantes y una densidad poblacional de 17,72 personas por km².

## Geografía
Salomé se encuentra ubicado en las coordenadas 33°46′40″N 113°36′22″O / 33.77778, -113.60611. Según la Oficina del Censo de los Estados Unidos, Salomé tiene una superficie total de 86.33 km², de la cual 86.33 km² corresponden a tierra firme y (0%) 0 km² es agua.

## Demografía
Según el censo de 2010, había 1.530 personas residiendo en Salomé. La densidad de población era de 17,72 hab./km². De los 1.530 habitantes, Salomé estaba compuesto por el 88.63% blancos, el 0.52% eran afroamericanos, el 0.33% eran amerindios, el 0.39% eran asiáticos, el 0.2% eran isleños del Pacífico, el 8.17% eran de otras razas y el 1.76% pertenecían a dos o más razas. Del total de la población el 15.75% eran hispanos o latinos de cualquier raza.